# Сміт (Бермуди)

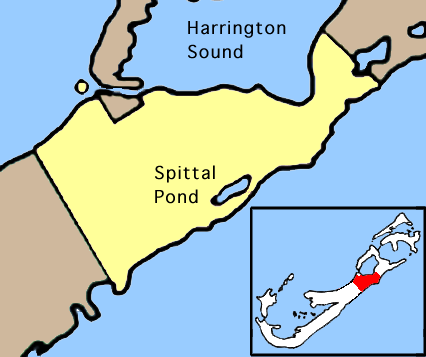

Сміт (англ. Smith's Parish) — один з дев'яти округів (parishes) Бермудів. Уся площа округу становить 4,9 км². Населення 5406 осіб (2010).

## Історія
Як і всі Бермудські парафії, цей прихід був названий на честь одного з дев'яти основних інвесторів компанії з освоєння острова Сомерс. Прихід був названий на честь першого губернатора компанії сера Томаса Сміта, який також був губернатором Ост-Індської компанії і скарбником Вірджинської компанії. Сміт інвестував близько £ 60 000 в Бермудські острови.

## Політика
З метою представлення інтересів парафії, Сміт був розділений на три райони — Південний, Західний і Північний, і має трьох представників у парламенті.